# أماندا سيفريد
أماندا ميشيل سيفريد (بالإنجليزية: Amanda Seyfried) ولدت في 3 ديسمبر 1985، هي ممثلة أمريكية، عارضة أزياء، مغنية وكاتبة أغاني. بدأت مسيرتها المهنية بوصفها عارضة أزياء عندما كان عمرها 11 سنة ثم اقتحمت عالم التمثيل عندما بلغت الخامسة عشر من عمرها حيث شاركت في مجموعة من أجزاء المسلسل التلفزيوني الطويل أز ذا وورلد تيرنز بالإضافة إلى مسلسل أول ماي تشيلدرن. في عام 2004 قدمت سيفريد أول أفلامها في مجال الكوميديا من خلال فيلم فتيات لئيمات. شاركت فيما بعد في فيلم مستقل درامي تحت عنوان حياة تسعة الذي صدر عام 2005 ثم ظهرت في فيلم الجريمة الكلب ألفا الذي صدر عام 2006. لعبت كذلك دوراً مكرراً في المسلسل التلفزيوني فيرونيكا مارس (2004-06). بين عامي 2006 و2011 تألقت سيفريد رفقة شركة إتش بي أو حيث شاركت في مسلسل الحب الكبير ثم ظهرت في الفيلم الموسيقي ماما ميا! الذي صدر عام 2008.
قدمت سيفريد أدوار قيادية في الكوميديا السوداء حيث حصلت على دور البطولة في فيلم الرعب جسم جنيفر (2009) ثم شاركت في الفيلم الرومانسي-الحربي عزيزي جون الذي أُنتج عام 2010، شاركت أيضا في الفيلم الدرامي الرومانسي رسائل إلى جولييت عام 2010 أيضا. ثم لعبت دور البطولة في فيلم الخيال المظلم ذات الرداء الأحمر الذي ظهر على الشاشات عام 2011. انتقلت بعد ذلك صوب أفلام الخيال العلمي خاصة الحزينة منها وذلك بعدما شاركت في فيلم في الوقت المحدد الذي صدر عام 2011، ثم ظهرت في فيلم الإثارة جون لعام 2012، بعد ذلك شاركت في الفيلم الموسيقي البؤساء الذي صدر سنة 2012، ثم زادت شهرتها عقب حصولها على دور البطولة في فيلم السيرة الذاتية لوفلاس الذي أُخرج عام 2013). شاركت مع سيث ماكفارلين في الفيلم الكوميدي مليون طريقة للموت في الغرب عام 2014 وبقيت في الكوميديا من خلال فيلم تيد 2 الصادر عام 2015. لعبت أيضا دور البطولة في الآباء والبنات لعام 2016.

## النشأة
وُلدت سيفريد في ألينتاون، بنسلفانيا يوم 3 ديسمبر 1985. أمها هي آني ساندر وتعمل كأخصائية العلاج الوظيفي أما والدها فهو جاك سيفريد ويعمل في مجال الصيدلة. نسبها مشترك؛ حيث تعود غالبية أصولها للعرق الألماني كما أن بعضا من أفراد عائلتها القدامى من إنجلترا، اسكتلندا، أيرلندا ثم ويلز. تخرجت سيفريد من المدرسة الثانوية ألينتاون وليام آلن في عام 2003. لديها شقيقة أكبر سنا تُدعى جنيفر سيفريد وتعمل كموسيقية في فيلادلفيا. تسجَّلت سيفريد في جامعة فوردهام في خريف عام 2003 ولكنها لم تحضر بعدما اتجهت صوب مجال الفن وذلك عقب حصولها على دور ثانوي في فيلم قصير.

## المسيرة المهنية

### البدايات (1996-2006)
بعدما عملت سيفريد كعارضة أزياء لفترة قصيرة ظهرت في مجموعة من الإعلانات لشركات الملابس. ظهرت فيما بعد بدور محدود في أحد الإعلانات رفقة لايتون ميستر، ونُشرت صورها على أغلفة بعض المجلات المحلية متوسط الصيت. توقفت عن عالم عروض الأزياء عندما بلغت سن السابعة عشر وتوجهت للعمل كنادلة لجمع بعض المال والحصول على قوت يومها. أخدت سيفريد دروس صوتية في الأوبرا وتدربت عليها وهي لا تزال مراهقة. بدأت التمثيل بشكل شبه رسمي عندما ظهرت في المسلسل التلفزيوني الدرامي الضوء الهادي. من عام 2000 وحتى عام 2001؛ جسدت سيفريد شخصية لوسي مونتغمري على شبكة سي بي إس في المسلسل الطويل أز ذا وورلد تيرنز ثم لعبت دور جوني ستافورد على هيئة الإذاعة الأمريكية في مسلسل أول ماي تشيلدرن الذي عُرض من 2002 إلى 2003.
في عام 2003 شاركت سيفريد في تجربة آداء لاختيار من سيُجسِّد دور ريجينا جورج في فيلم فتيات لئيمات؛ فشلت في التجربة وذهب الدور في نهاية المطاف إلى الممثلة الأخرى رايتشل مكأدامز أما دور البطولة والذي جسد شخصية كادي هيرون فقد ذهب لليندسي لوهان. في خطوة مفاجئة قرَّر منتجي الفيلم مشاركة سيفريد من خلال لعبها لدور كارين سميث تلك الصديقة المشاكسة والمزعجة. لقي الفيلم نجاحا كبيرا في شباك التذاكر وكسب مبلغ 129 مليون دولار كأرباح. تلقت سيفريد إشادة من النقاد على أدائها في في الفيلم وتم ترشيحها جنبا إلى جنب مع لوهان، لاسي تشابيرت وماك آدامز إلى جائزة إم تي فئة «أفضل ظهور على الشاشة». عادت سيفريد للشاركة في تجارب الأداء وكانت قريبة من الحصول على دور مهم في المسلسل التلفزيوني فيرونيكا مارس لكن الدور ذهب في نهاية المطاف إلى كريستين بيل ومجددا عادت لتُشارك في المسلسل بالصدفة لا غير لكن دورها كان شبه ثانويا ولم تظهر سوى للحظات حيث لقطة استرجاع ذكريات الماضي. بالرغم من ذلك رأي روب توماس مخرج الفيلم أن لسيفريد إمكانية تمثيل جيدة وقادرة على التصوير في أي وقت من الأوقات مما دفعه إلى إشراكها ابتداء من نهاية الموسم الأول. ظهرت سيفريد في 10 حلقات في الفترة من عام 2004 إلى عام 2005.
في عام 2005 لعبت سيفريد دور سامانتا الذي كتبه رودريغو غارسيا خصيصا لها في واحدة من تسعة أجزاء من فيلم الأرواح التسعة. تلقت إشادة مجددا لدورها في الفيلم وحصلت على جائزة أفضل ممثلة في مهرجان لوكارنو السينمائي الدولي. في نفس السنة لعبت دورا متوسطا في الفيلم المستقل السلاح الأميركي. في عام 2006 ظهرت سيفريد في خمس حلقات من فيلم الهشيم حيث جسدت دور ريبيكا ثم لعبت دور كريسي في الفيلم القصير الغجر الصعاليك واللصوص للكاتب والمخرج أندريا جاناكاس. لعبت سيفريد أيضاً دورا ثانويا في فيلم الكلب ألفا. من عام 2004 إلى عام 2006؛ ظهرت سيفريد بشكل متتالي حيث شاركت كضيفة شرف في مجموعة من المسلسلات التلفزيونية بما في ذلك هاوس، العدالة، القانون والنظام: الوحدة الخاصة للضحايا، أميريكان داد! ثم المسلسل الشهير سي اس آي: التحقيق في موقع الجريمة.

### الاحتراف (2006-2011)
اكتسبت سيفريد شهرة بعدما لقي دورها في مسلسل الدراما التلفزيونية الحب الكبير الذي أنتجته شركة إتش بي أو استحسانا كبيرا؛ حيث لعبت دور سارة هنريكسون بيل الابنة الأولى التي تُكافح مع عائلتها مشكلة تعدد الزوجات. عُرض مسلسل الحب الكبير لأول مرة في الولايات المتحدة في 12 مارس 2006. في كانون الأول/ديسمبر 2009 أكدت شركة إتش بي أو أن سيفريد ستعود للمشاركة في المسلسل في موسمه الرابع لكن هذا سيكون الأخير لها وذلك برغبة من سيفريد نفسها التي أكدت أنها ترغب في التركيز على مسيرتها وعلى مشاريعها القادمة بدل العمل على مسلسل واحد لمدة طويلة نوعا ما.
بعد مسلسل الحب الكبير ظهرت سيفريد بدور ثانوي في فيلم الرعب والدراما الذي صدر عام 2008 تحت عنوان الانقلاب. شاركت في بطولة فيلم ماما ميا! إلى جانب ميريل ستريب وهو فيلم كوميدي رومانسي مقتبس من رواية صدرت عام 1999 وتحمل نفس الاسم. جذير بالذكر هنا أن فيلم ماما ميا! هو أول فيلم تحصل فيه سيفريد على دور البطولة وهنا كانت انطلاقتها الحقيقية خاصة بعدما حصل الفيلم على تقييم جيد جدا وأصبح خامس أعلى فيلم على الإطلاق منذ عام 2008، واعتبارا من كانون الثاني/يناير 2013 نال الرتبة 73 في أعلى الأفلام على الإطلاق في كل العصور. لم يقتصر دور سيفريد على التمثيل في ذاك الفيلم بل شاركت في تسجيل خمس أغنيات له، كجزء من عمليات الترويج لكل للفيلم وللموسيقى التصويرية.

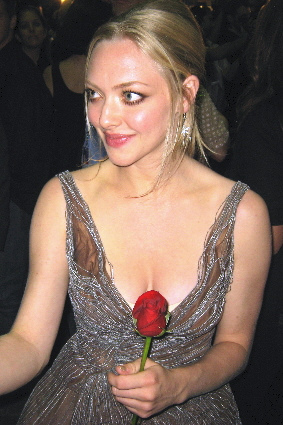
سيفريد في العرض الأول لفيلم جسم جنيفر في عام 2009 بمهرجان تورونتو السينمائي الدولي

في آذار/مارس 2008 شاركت سيفريد في فيلم أدب الرعب جنيفر الجسم ونالت أيضا تقييما عاليا لارتجالها وجمالية أدائها. عُرض الفيلم لأول مرة في عام 2009 مهرجان تورونتو السينمائي الدولي وصدر في دور السينما في 18 سبتمبر عام 2009،  حيث تلقى مراجعات مختلطة من النقاد. في نفس العام ظهرت في الفيلم الكوميدي-الدرامي المستقل بوجي ووجي حيث جسدت شخصية بيج أوبنهايمر واحدة من بطلات الفيلم. صدر الفيلم في 26 يونيو 2009 في مهرجان أدنبرة السينمائي الدولي ونُشر رسميا في دور العرض السينمائية يوم 25 أبريل 2010. في 22 فبراير عام 2009 حضرت سيفريد حفل توزيع جوائز الأوسكار الحادي والثمانون. في أوائل آذار/مارس 2009 عرضَ المخرج زاك سنايدر على سيفريد لعب دور البطولة في ساكر بنش، ولكن سيفريد رفضت ذلك بسبب تضارب مواعيد تصوير الفيلم مع مسلسل الحب الكبير.

### 2012–حاليا
حصلت سيفريد على دور البطولة في الفيلم القصير ذهب الذي صدر في أوائل 2012. في وقت لاحق من ذلك العام جسدت دور كوزيت في فيلم البؤساء. تلقى الفيلم أدائها إشادة من النقاد وتم ترشيحه للمنافسة على جائزة الأوسكار لأفضل فيلم بعدما حصل على مبلغ 440 مليون دولار في جميع أنحاء العالم.
في عام 2013 ظهرت سيفريد في فيلم الزفاف الكبير ثم شاركت بصوتها في فيلم الرسوم المتحركة ملحمي قبل أن تلعب دور ليندا لوفليس في فيلم لوفليس. حصل أدائها في الفيلم الأخير على إشادة من النقاد السينمائيين. ظهرت عام 2013 في الفيلم الدرامي متوسط الشهرة نهاية الحب. لم تقتصر على الأفلام والمسلسلات في هذه الفترة فقط بل تعدتها للمسرحيات حيث كان من المُرتقب أن تحصل على دور مهم في إحدى المسرحيات ولكن تم استبدالها أي نهاية المطاف بمارجوت روبي. في عام 2013 عادت لمجال عروض الأزياء مع جيفنشي.
تألقت عام 2015 في فيلم تيد 2 جنبا إلى جنب مع مارك والبيرغ وسيث ماكفارلن ثم لعبت دور والدة بيتر بان في فيلم بان.
أعلنت عام 2017 أنها ستلعب دور صوفي شيريدان في تتمة الفيلم القادم لفيلم ماما ميا! والذي من المقرر أن يُصدر في تموز/يوليو 2018.

## الحياة الشخصية
سبق لسيفريد وأن صرحت أنها تُعاني من اضطراب القلق ونوبات الهلع؛ ليس هذا فقط فهي أيضا تُعاني من رهاب المسرح وتحاول في كل مرة تجنب أداء في عروض مسرحية على الأقل حتى أبريل 2015.
واعدت سيفريد زميلها الممثل الإنجليزي دومينيك كوبر الذي شارك معها في فيلم ماما ميا! ابتداء من 2008 لكن الثنائي سرعان ما انفصل عام 2010. بدأت في 2013 مواعدة الممثل الآخر جاستين لونغ لكنهما انفصلا عام 2015. بدأت سيفريد مواعدة الممثل والرياضي توماس سادوسكي في وقت مبكر في عام 2016. وفي شهر مارس من عام 2017 تزوج الثنائي سرا من خلال إقامة حفل خاص حضره بعض الضيوف. في 24 مارس من نفس 2017 رُزق الثنائي بأول مولودة لهما.

## في وسائل الإعلام
حصلت سيفريد على العديد من الجوائز من مجلة بيبول، واحتلت المرتبة الأولى في عام 2011 في قائمة أجمل 25 ممثلة أمريكية. كانت أيضا ضمن ضمن نفس القائمة السنوية في مجلة عام 2009 و2010. بالإضافة إلى ذلك، كُتب عن سيفريد مقالة «جميلة في كل عصر» في عام 2012. كُتب عنها أيضا في مجلة فانيتي فير من خلال مقالة «شباب هوليوود المشرق» التي نُشرت عام 2008 ثم ظهرت على غلاف نفس المجلة مع العديد من الممثلات الأخريات في عام 2010.

## قائمة أفلامها
| السنة | عنوان                    | الدور                | ملاحظات                                   |
| ----- | ------------------------ | -------------------- | ----------------------------------------- |
| 2004  | فتيات لئيمات             | كارين سمث            |                                           |
| 2005  | تسع حيوات                | سمانثا               |                                           |
| 2005  | السلاح الأمريكي          | ماوس                 |                                           |
| 2006  | الكلب ألفا               | جولي بيكلي           |                                           |
| 2006  | جيبسيس، ترامبس وتيافز    | كريسي                |                                           |
| 2007  | سولستيس                  | زوي                  |                                           |
| 2008  | ماما ميا!                | صوفي شيريدان         |                                           |
| 2008  | مهمة مخصصة               | إميلي                |                                           |
| 2009  | بوجي ووجي                | بيج أوبنهايمر        |                                           |
| 2009  | جسم جينيفر               | أنيتا (نيدي) ليسنيكي |                                           |
| 2009  | كلو                      | كلو سويني            |                                           |
| 2010  | إلى جون                  | سافانا لين كورتيس    |                                           |
| 2010  | رسائل إلى جولييت         | صوفي هول             |                                           |
| 2010  | أ باغ أوف هامرز          | أماندا               |                                           |
| 2011  | ذات الرداء الأحمر        | فاليري               |                                           |
| 2011  | في الوقت المحدد          | سلفيا وايس           |                                           |
| 2012  | جان                      | جيل                  |                                           |
| 2012  | نهاية الحب               | رايتشل               |                                           |
| 2012  | البؤساء                  | كوزيت                |                                           |
| 2013  | حفل الزفاف الكبير        | ميسي أوكونور         |                                           |
| 2013  | يونيتي                   | الراوية              | فيلم وثائقي                               |
| 2013  | لوفليس                   | ليندا لوفليس         |                                           |
| 2013  | ملحمي                    | ماري كاثرين          | دور صوتي                                  |
| 2015  | حب عائلة كوبر            | روبي                 |                                           |
| 2015  | الآباء والبنات           | كاتي                 |                                           |
| 2018  | ماما ميا! لنذهب مرة أخرى | صوفي شيريدان         | هو تتمة لفيلم ماما ميا! الذي صَدر سنة 2008 |

## وصلات خارجية
- أماندا سيفريد على موقع IMDb (الإنجليزية)
- أماندا سيفريد على موقع ميتاكريتيك (الإنجليزية)
- أماندا سيفريد على موقع روتن توميتوز (الإنجليزية)
- أماندا سيفريد على موقع مونزينجر (الألمانية)
- أماندا سيفريد على موقع قاعدة بيانات الأفلام العربية
- أماندا سيفريد على موقع ألو سيني (الفرنسية)
- أماندا سيفريد على موقع ميوزك برينز (الإنجليزية)
- أماندا سيفريد على موقع تيرنر كلاسيك موفيز (الإنجليزية)
- أماندا سيفريد على موقع أول موفي (الإنجليزية)
- أماندا سيفريد على موقع بوكس أوفيس موجو (الإنجليزية)